# Галбер (Айова)
Галбер (англ. Halbur) — місто (англ. city) в США, в окрузі Керролл штату Айова. Населення — 243 особи (2020).

## Географія
Галбер розташований за координатами 42°0′18″ пн. ш. 94°58′19″ зх. д. / 42.00500° пн. ш. 94.97194° зх. д. (42.005124, -94.972048).  За даними Бюро перепису населення США в 2010 році місто мало площу 0,51 км², уся площа — суходіл.

## Демографія
Згідно з переписом 2010 року, у місті мешкало 246 осіб у 94 домогосподарствах у складі 67 родин. Густота населення становила 487 осіб/км².  Було 98 помешкань (194/км²).
Расовий склад населення:
| - 99,6 % — білих |

До двох чи більше рас належало 0,4 %. Частка іспаномовних становила 0,0 % від усіх жителів.
За віковим діапазоном населення розподілялося таким чином: 33,7 % — особи молодші 18 років, 51,3 % — особи у віці 18—64 років, 15,0 % — особи у віці 65 років та старші. Медіана віку мешканця становила 35,4 року. На 100 осіб жіночої статі у місті припадало 92,2 чоловіків;  на 100 жінок у віці від 18 років та старших — 98,8 чоловіків також старших 18 років.
Середній дохід на одне домашнє господарство  становив 60 059 доларів США (медіана — 58 750), а середній дохід на одну сім'ю — 61 569 доларів (медіана — 66 250). За межею бідності перебувало 0,8 % осіб, у тому числі 1,1 % дітей у віці до 18 років та 0,0 % осіб у віці 65 років та старших.
Цивільне працевлаштоване населення становило 153 особи. Основні галузі зайнятості: освіта, охорона здоров'я та соціальна допомога — 30,1 %, виробництво — 13,7 %, роздрібна торгівля — 12,4 %.